# Saessolsheim
Saessolsheim (deutsch Sässolsheim) ist eine französische Gemeinde mit 599 Einwohnern (Stand 1. Januar 2021) im Département Bas-Rhin in der Region Grand Est (bis 2015 Elsass). Am 1. Januar 2015 wechselte die Gemeinde vom Arrondissement Strasbourg-Campagne zum Arrondissement Saverne.
Eine frühe Erwähnung der Ortschaft stammt aus dem Jahr 1050. Zwischen 1120 und 1130 war die Siedlung dem Kloster Marmoutier unterstellt. Das wohl bekannteste Bauwerk ist die Kirche St. Johannes der Täufer, datiert auf das 12. Jahrhundert.

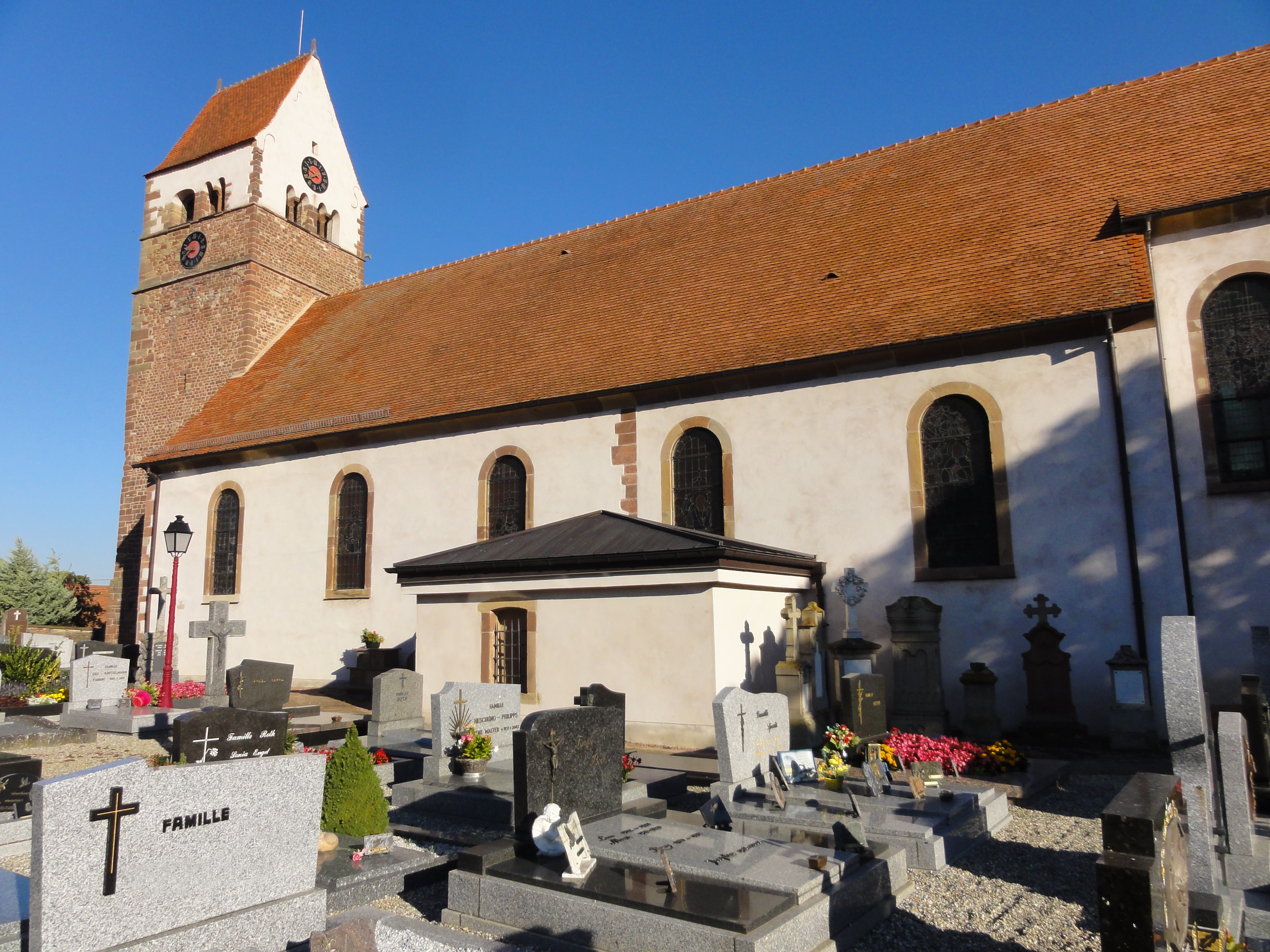
Kirche Saint-Jean-Baptist

## Bevölkerungsentwicklung
| Jahr      | 1962 | 1968 | 1975 | 1982 | 1990 | 1999 | 2007 | 2012 | 2014 |
| Einwohner | 452  | 457  | 415  | 416  | 410  | 478  | 490  | 530  | 549  |